# بييترو سيرانتوني
بييترو سيرانتوني (بالإيطالية: Pietro Serantoni)‏ (مواليد 12 ديسمبر 1906) هو لاعب كرة قدم. يلعب مع منتخب إيطاليا لكرة القدم. سبق له أن لعب في كأس العالم لكرة القدم مع منتخب بلاده.

## روابط خارجية
- بييترو سيرانتوني على موقع الاتحاد الدولي (مؤرشف)  (الإنجليزية)
- بييترو سيرانتوني على موقع قاعدة بيانات كرة القدم.إي يو (الإنجليزية)
- بييترو سيرانتوني على موقع ناشيونال فوتبول تيمز (الإنجليزية)
- بييترو سيرانتوني على موقع عالم كرة القدم.نت (الإنجليزية)